# Tabac
Pour les articles homonymes, voir Tabac (homonymie).

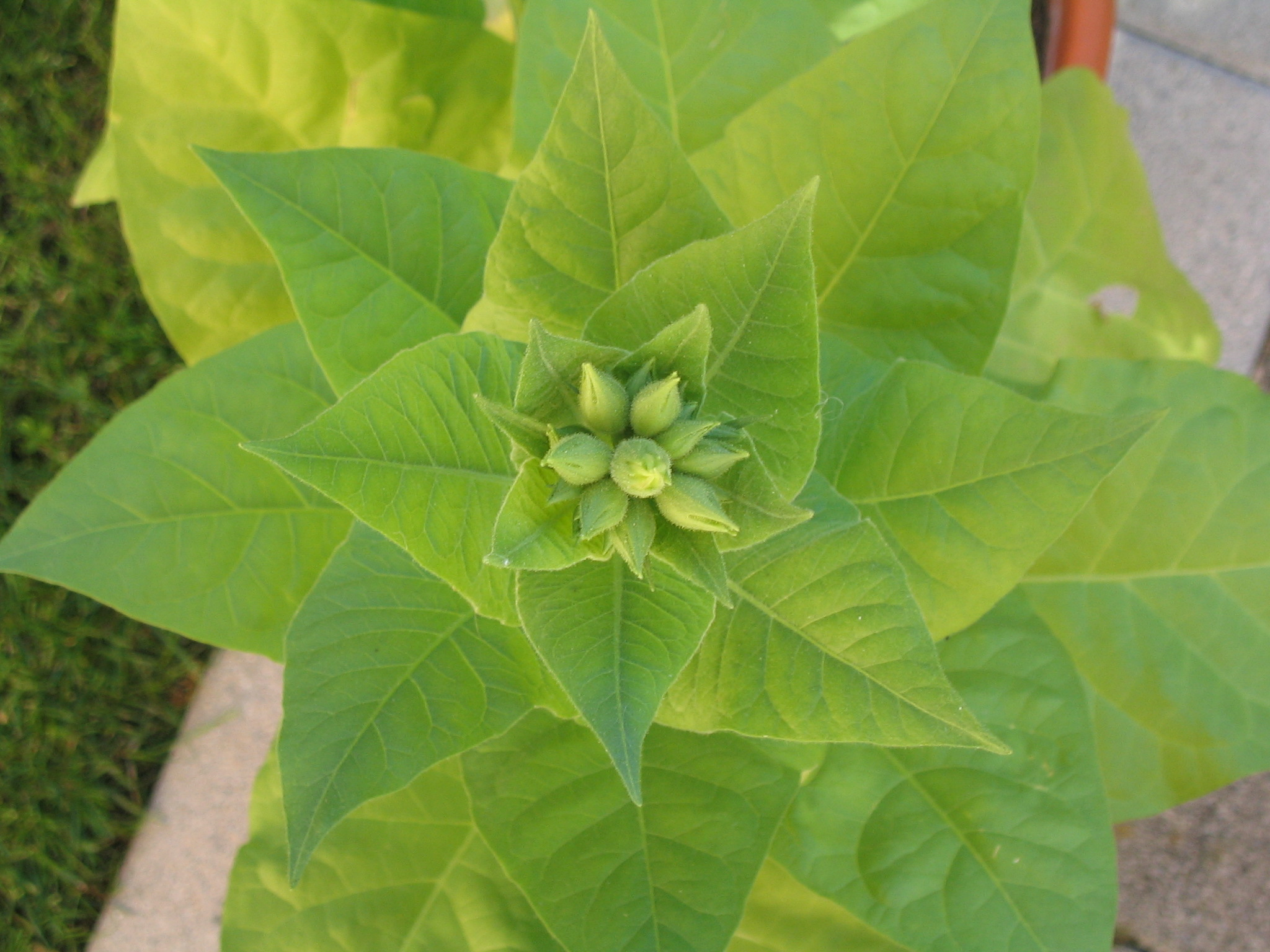
Nicotiana tabacum, vue de dessus.

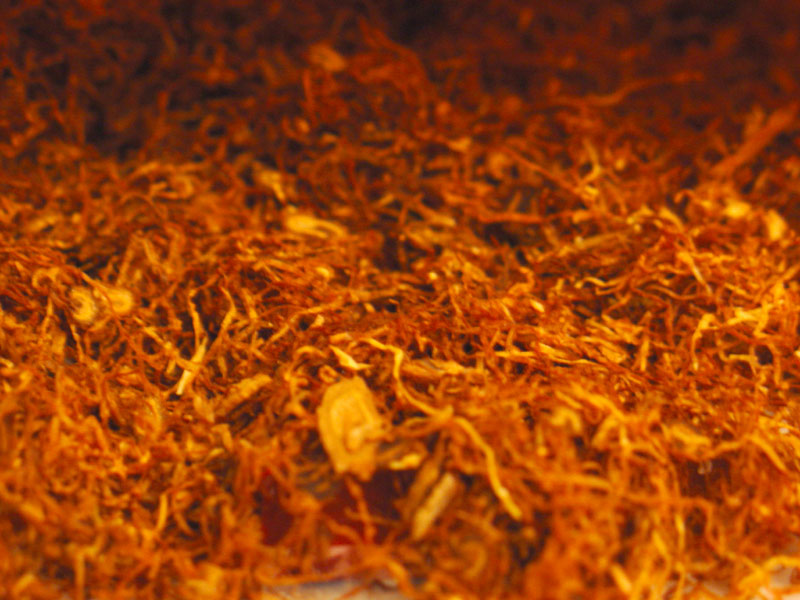
Tabac blond séché et haché.

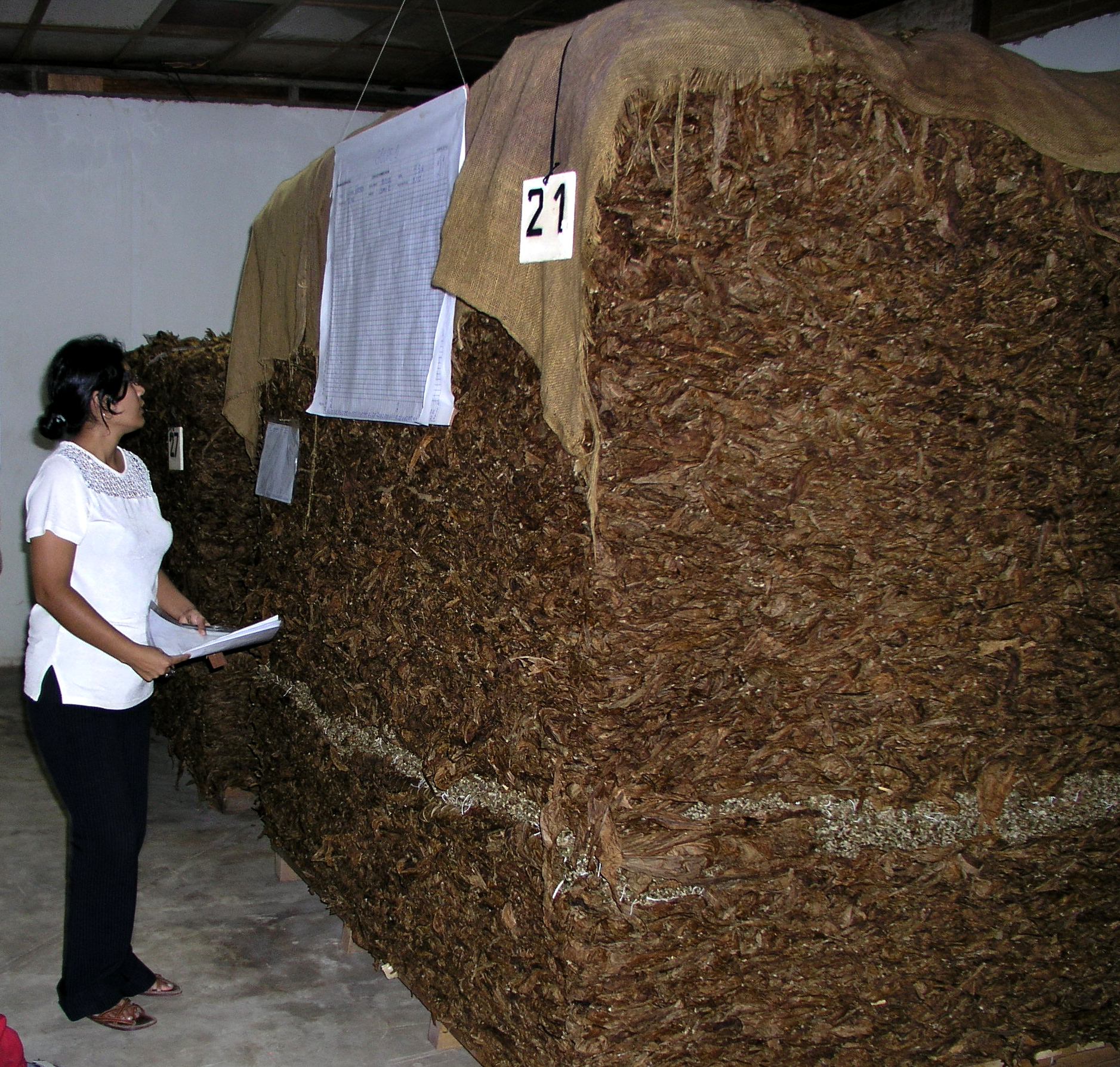
Stockage du tabac dans la Tabacalera del Oriente, Tarapoto, Pérou.

Le tabac est un produit psychotrope manufacturé élaboré à partir de feuilles séchées de plantes de tabac commun (Nicotiana tabacum), une espèce originaire d'Amérique appartenant au genre botanique Nicotiana (famille : Solanaceae).
L'usage du tabac s'est largement répandu dans le monde entier à la suite de la découverte de l'Amérique. Sa commercialisation est promue par l'industrie du tabac (monopole d'État dans certains pays) et soumise à des taxes qui varient fortement selon les pays.
Le tabac cause une forte dépendance et sa consommation est responsable de plus de 8 millions de décès par an dans le monde, dont 1,2 million sont des non-fumeurs exposés à la fumée (tabagisme passif). De nombreuses maladies sont liées au tabagisme (maladies cardiovasculaires et cancers, entre autres).

## Production
Les Nicotiana sont des plantes néotropicales nitrophiles, originaires des régions chaudes et nécessitant un sol riche en humus. La température et la nature des sols jouent un rôle prépondérant sur les propriétés du tabac : la culture ne peut s'effectuer qu'entre des températures allant de 15 à 35 °C, et avec une hygrométrie voisine de 70 %.

### Culture

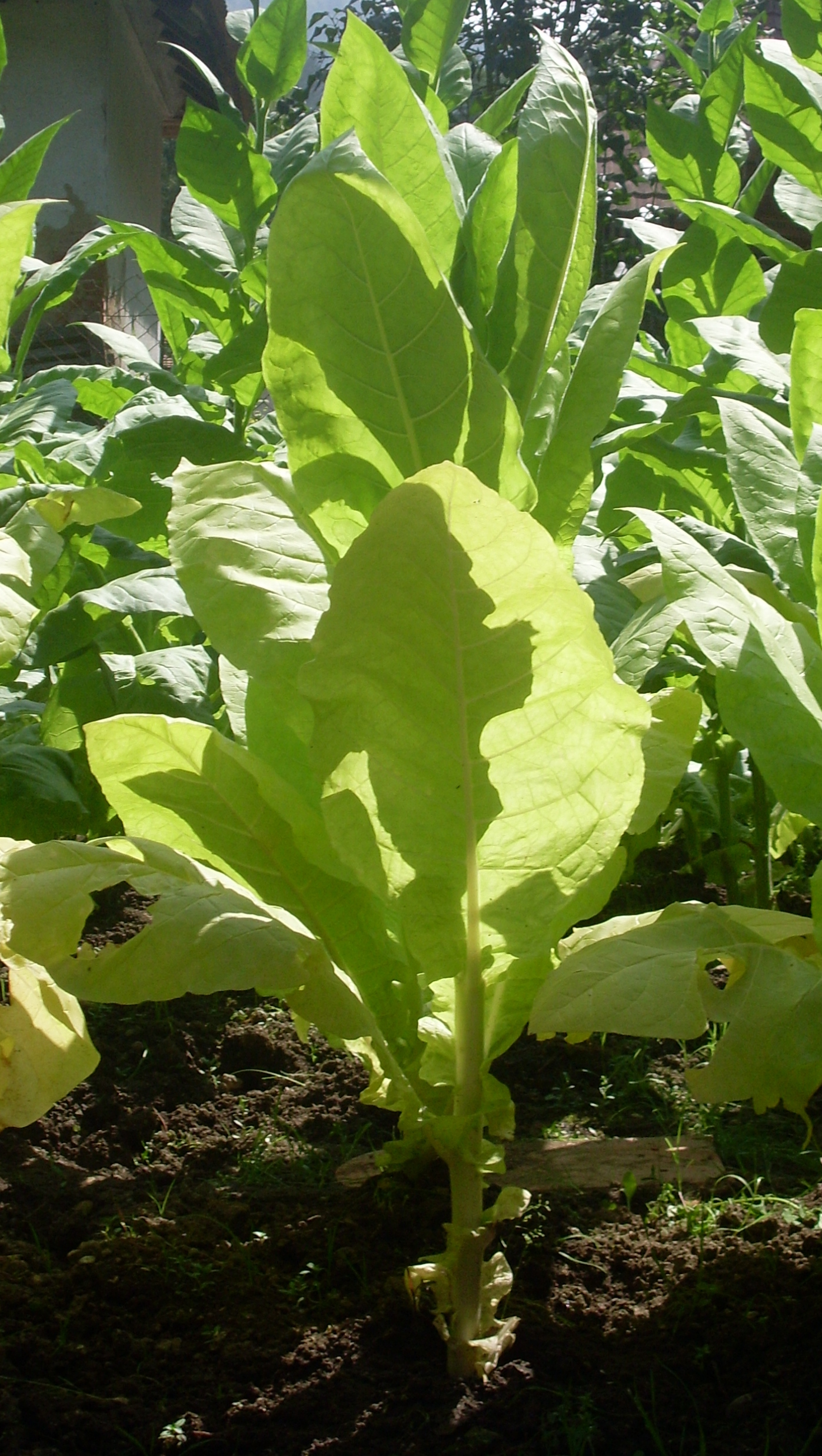
Plante de tabac adulte.

Les pathogènes spécifiques à la plante incluent : le virus de la gravure du tabac, le virus de la mosaïque du tabac et le virus A de la nécrose du tabac.
Les ravageurs incluent : la noctuelle orientale du tabac, le thrips du tabac et de l'oignon.

### Traitement

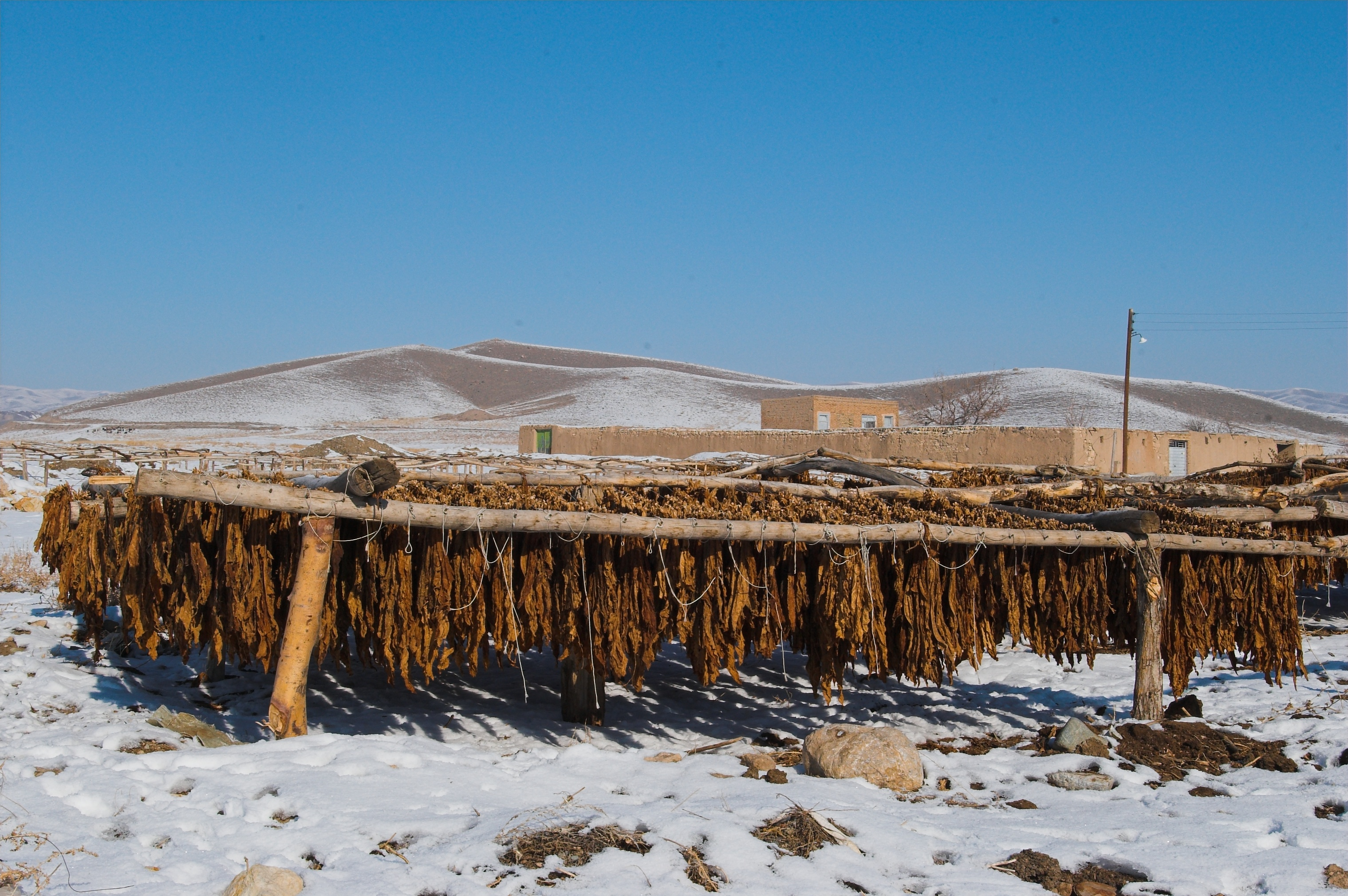
Tabac en train de sécher au soleil, dans le nord-ouest de l'Iran.

Le séchage à l'air chaud est la principale méthode ; il nécessite environ une semaine (cf. Effets sur l'environnement).

## Composition
La composition du tabac est complexe : sa fumée contient environ 4 000 composés chimiques, dont 250 sont dangereux pour la santé et plus de 70 sont reconnus cancérigènes.
Dans la plante fraiche de Nicotiana tabacum, on trouve un mélange d'alcaloïdes composés de 93 % de (S)-nicotine, 3,9 % de (S)-anatabine, de 2,4 % de (S)-nornicotine, et de 0,5 % de (S)-anabasine.
Lors de sa croissance, la plante absorbe plusieurs produits radioactifs, qu'on retrouve dans la fumée, le filtre et moindrement le papier des cigarettes ou des bidis,,,, puis dans les poumons, via l'inhalation de la fumée. On y trouve des traces de thorium, polonium et d'uranium. Le polonium du tabac engendre le plus de radioactivité inhalée.
L'American Journal of Public Health (en) a montré, en septembre 2008, que les « majors » de l'industrie du tabac, Philip Morris, RJ Reynolds Tobacco Company, British American Tobacco, etc., ont volontairement caché au public, depuis les années 1960, la présence dans les cigarettes de polonium 210, une substance hautement cancérigène utilisée, entre autres, lors de l'assassinat de l'espion Alexandre Litvinenko,,,. Une des explications de cette présence de produits radioactifs dans le tabac est l'utilisation fréquente aux États-Unis d'engrais à base d'apatites, utilisés pour donner une saveur spécifique au tabac ; le tabac produit dans certains pays en développement peut ainsi avoir jusqu'à un tiers de radioactivité en moins que celui cultivé aux États-Unis,,. Une étude de 1975 a constaté qu'une variété du nord du Bengale contenait moins de radon et de polonium.
L'industrie du tabac ajoute des additifs (arômes, sucres, humidifiants) dans le tabac de cigarettes, notamment des composés d'ammoniac qui modifient le pH de la nicotine (plus alcalin), en facilitent l'absorption tout en renforçant la dépendance à celle-ci (ouverture plus importante des récepteurs à la dopamine).

## Consommation
Le tabac est consommé principalement fumé sous forme de cigares, de cigarettes, à l'aide d'une pipe ou d'un narguilé ; il peut aussi être mâché (chiqué), sucé (snus) ou prisé.
Au début du XXe siècle, le tabac est cultivé et consommé sur tous les continents. Les progrès techniques et industriels font évoluer sa production et la consommation de cigarettes supplante dès lors la chique, la prise, la pipe et le cigare. En 1880, il est vendu cent millions de cigarettes dans le monde, en 1900 un milliard de cigarettes. Sa consommation se diffuse massivement au milieu du XXe siècle avec l'essor de la publicité. En 1940, 1 000 milliards de cigarettes sont vendues dans le monde, 2 000 milliards en 1960, 5 000 milliards en 1980, 6 000 milliards en 2014.
La consommation de tabac entraine généralement une dépendance durable.

## Effets et toxicité

La nicotine est responsable des effets addictifs du tabac.

### Effets sur la santé
La consommation de produits du tabac est la cause de nombreuses maladies mortelles.

### Effets sur l'environnement
En mai 2022, l'Organisation mondiale de la santé alerte sur les dégâts dus à l'industrie du tabac : plus d'un milliard de personnes fument encore. Environ 4 500 milliards de mégots sont jetés tous les ans. Cela fait de ce déchet l'un des plus importants au monde. Les experts en retrouvent des traces dans 70 % des oiseaux et 30 % des tortues ; sur les bords de la Méditerranée, 40 % des déchets ramassés sont des mégots, dont certains composants sont toxiques pour les animaux comme pour les plantes. La culture du tabac nécessite beaucoup d'énergie, d'engrais, et 22 milliards de tonnes d'eau. La production annuelle (32 millions de tonnes) contribue à près de 84 millions de tonnes équivalent CO2, soit 0,2 % du total des émissions ; elle serait en outre responsable de 5 % du déboisement mondial. 90 % des cultures sont concentrées dans les pays en développement, où elles concurrencent les cultures vivrières.
La culture du tabac a nécessité 3,22 millions d'hectares (32 200 km2) de terres arables dans le monde en 2023.
Le séchage du tabac nécessite par ailleurs une grande quantité de bois. Le séchage à l'air chaud nécessite environ vingt kg de bois pour un kg de tabac. Ce mode de séchage est le premier utilisé : environ six tonnes de tabac sur dix sont traitées par ce processus. Il entraîne une déforestation importante. Au total, on estime qu'environ 2 à 4 % de la déforestation mondiale est due à la production du tabac, soit 600 millions d'arbres chaque année. Cette proportion s'élève à 5 % dans les pays en développement, notamment dans certains pays comme le Zimbabwe.
Les mégots de cigarettes sont par ailleurs une source de pollution majeure, notamment pour les cours d'eau.

## Économie
La consommation extensive du tabac dans le monde a engendré la constitution de majors d'industrie puissantes.
Le premier producteur mondial de tabac est le monopole chinois China National Tobacco Corporation.
Plus de 70 % du marché hors Chine est réalisé par quatre multinationales aux diverses marques. Ce sont, dans l'ordre décroissant de chiffre d'affaires :
- l'américain Philip Morris International (Bond Street, Chesterfield, L&M, Marlboro, Philip Morris, etc.) ; afin d'éviter un risque de procès aux États-Unis relatif à ses activités à l'international, PMI s'est séparé de sa maison-mère Altria, société de tabac qui se limite désormais au marché américain, et a délocalisé son siège opérationnel à Lausanne, en Suisse ;
- le britannique British American Tobacco (Dunhill, Kent, Lucky Strike, Winfield, Vogue, etc.) ;
- le japonais Japan Tobacco (Benson & Hedges, Camel, Mild Seven, Silk Cut, Winston, etc.) ;
- le britannique Imperial Brands (Davidoff, Fortuna, John Player Special, News, West… et les anciennes marques françaises Gauloises et Gitanes, ainsi que les principales marques de tabac à rouler et de papier à cigarettes : Amsterdamer, Golden Virginia, Drum, Rizla+, etc.).

La production de tabac, estimée à environ 6 millions de tonnes en 2023, est dominée par la Chine, l'Inde et le Brésil, qui à eux trois réalisent plus de 60 % de la production mondiale. Dans l'Union européenne, les principaux producteurs sont l'Italie, la Pologne, l'Espagne et la Grèce.
En 2010, la manufacture du tabac était dominée par la Chine, la Russie, les États-Unis, l'Allemagne et l'Indonésie. Le tabac est essentiellement utilisé pour la production de cigarettes et de cigares. La production de cigarettes représente l'essentiel de la production et est estimée à plus de 5 000 milliards d'unités en 1993, 5 457 milliards d'unités en 2005.
L’Allemagne, la Bulgarie et la Suisse sont les seuls pays européens où la publicité pour le tabac est encore autorisée dans l'espace public,,. La Revue médicale suisse relève également en 2015 que « la Suisse est le seul pays européen où la publicité pour les produits du tabac dans la presse est autorisée et, avec la Biélorussie, c’est également le seul pays où il n’existe pas de limitation concernant le parrainage d’événements culturels et sportifs ».
| Pays          | 2010      | 2010 | 2013      | 2013 | 2016      | 2016 | 2019      | 2019 | 2023      | 2023 |
| ------------- | --------- | ---- | --------- | ---- | --------- | ---- | --------- | ---- | --------- | ---- |
| Chine         | 3 004 000 | 1    | 3 373 700 | 1    | 2 574 000 | 1    | 2 610 507 | 1    | 2 296 700 | 1    |
| Inde          | 690 000   | 3    | 765 154   | 3    | 759 594   | 2    | 804 454   | 2    | 769 671   | 2    |
| Brésil        | 787 817   | 2    | 850 673   | 2    | 677 472   | 3    | 769 801   | 3    | 683 469   | 3    |
| Zimbabwe      | 109 737   | 9    | 147 068   | 6    | 168 974   | 5    | 257 764   | 4    |           |      |
| États-Unis    | 325 764   | 4    | 328 208   | 4    | 285 180   | 4    | 212 260   | 5    |           |      |
| Indonésie     | 135 700   | 6    | 260 200   | 5    | 126 728   | 7    | 197 250   | 6    |           |      |
| Zambie        | 94 325    | 10   | 106 575   | 10   | 133 009   | 6    | 153 839   | 7    |           |      |
| Bangladesh    | 55 288    | 19   | 79 000    | 14   | 87 628    | 13   | 128 597   | 8    |           |      |
| Tanzanie      | 60 900    | 15   | 86 359    | 12   | 105 404   | 10   | 116 603   | 9    |           |      |
| Argentine     | 132 870   | 7    | 112 348   | 8    | 93 671    | 11   | 106 319   | 10   |           |      |
| Pakistan      | 119 323   | 8    | 108 307   | 9    | 115 851   | 8    | 104 355   | 11   |           |      |
| Mozambique    | 66 983    | 14   | 76 000    | 15   | 92 995    | 12   | 102 752   | 12   |           |      |
| Malawi        | 172 922   | 5    | 132 849   | 7    | 109 151   | 9    | 102 459   | 13   |           |      |
| Corée du Nord | 72 000    | 13   | 80 000    | 13   | 85 374    | 14   | 90 702    | 14   |           |      |
| Turquie       | 53 018    | 20   | 93 158    | 11   | 74 238    | 15   | 70 000    | 15   |           |      |
| Thaïlande     | 59 540    | 17   | 71 586    | 16   | 57 384    | 17   | 66 780    | 16   |           |      |
| Laos          | 83 795    | 12   | 56 755    | 17   | 66 800    | 16   | 56 706    | 17   |           |      |
| Philippines   | 40 530    | 22   | 53 753    | 18   | 56 457    | 18   | 51 061    | 18   |           |      |
| Italie        | 89 112    | 11   | 49 770    | 20   | 48 470    | 19   | 41 860    | 19   |           |      |
| Ouganda       | 27 138    | 30   | 31 595    | 23   | 31 080    | 22   | 31 920    | 20   |           |      |
| Total monde   | 6 909 740 |      | 7 505 796 |      | 6 239 361 |      | 6 492 655 |      | 6 023 940 |      |

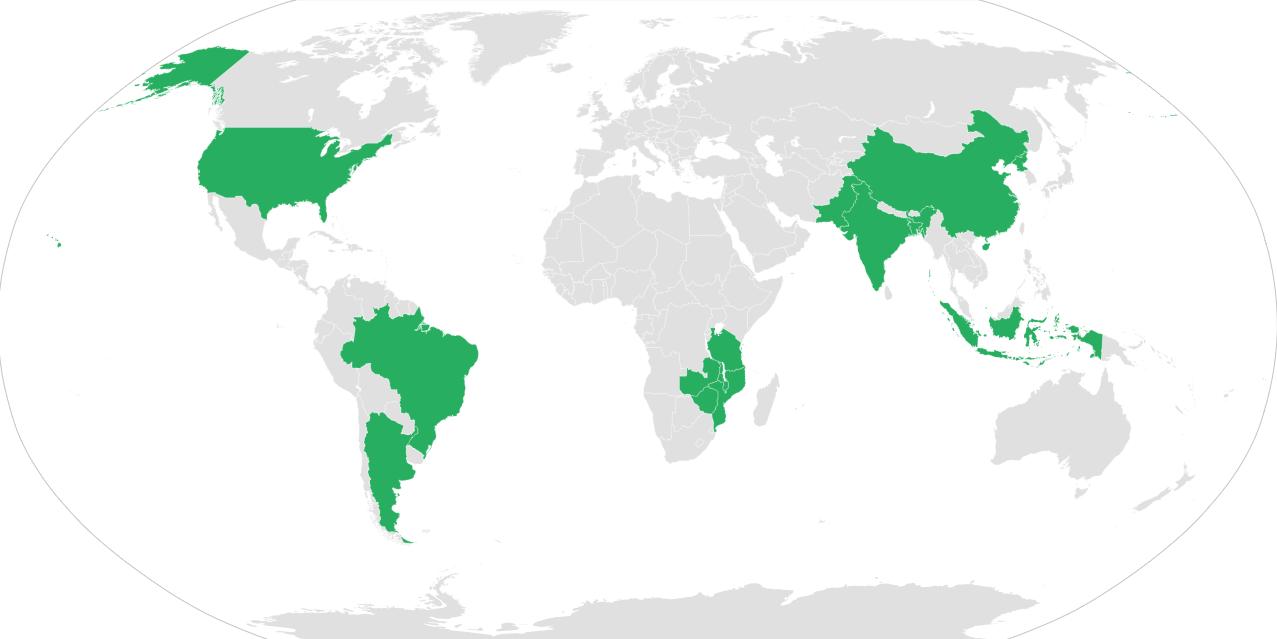
Carte des principaux pays producteurs de tabac en 2019.

La production de l'Union européenne est en baisse en raison de la baisse des aides aux agriculteurs producteurs de tabac distribuées dans le cadre de la politique agricole commune (PAC). L'Union européenne importe du tabac en provenance de pays tiers comme le Brésil, le Malawi et les États-Unis. Les aides directes, qui s'élevaient en 2004 à 86 millions d'euros pour la France, pour une production de 24 900 tonnes environ, correspondaient à un taux de soutien nettement plus élevé que pour les autres productions agricoles. Elles ont été réduites à partir de 2006 puis supprimées en 2010 dans le cadre de la réforme de la PAC de 2006. Elles ont été réintroduites en France en 2012 sous l'appellation d'« aide à la qualité ». Cette aide profite à l'ensemble de la production, à l'exception de la dernière catégorie de qualité sur une échelle qui en compte 5. Au total, l'enveloppe allouée à ce soutien spécifique s'élève à 9 millions d'euros par an, alloués entre les producteurs en fin de saison en fonction des quantités produites,,. Cette aide correspondait à 0,66 € par kg de tabac livré pour la campagne 2012 et à 1,04 € par kg pour la campagne 2013. En septembre 2013, plusieurs pays européens, dont la France (par l'intermédiaire de son ministre de l'Agriculture Stéphane Le Foll), ont défendu une motion auprès de la Commission européenne pour réintroduire des subventions couplées à la production de tabac en Europe.

## Histoire

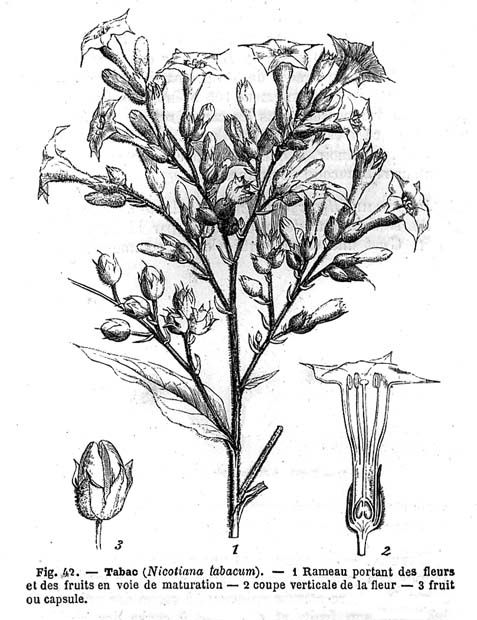
Fleurs et fruits du tabac.

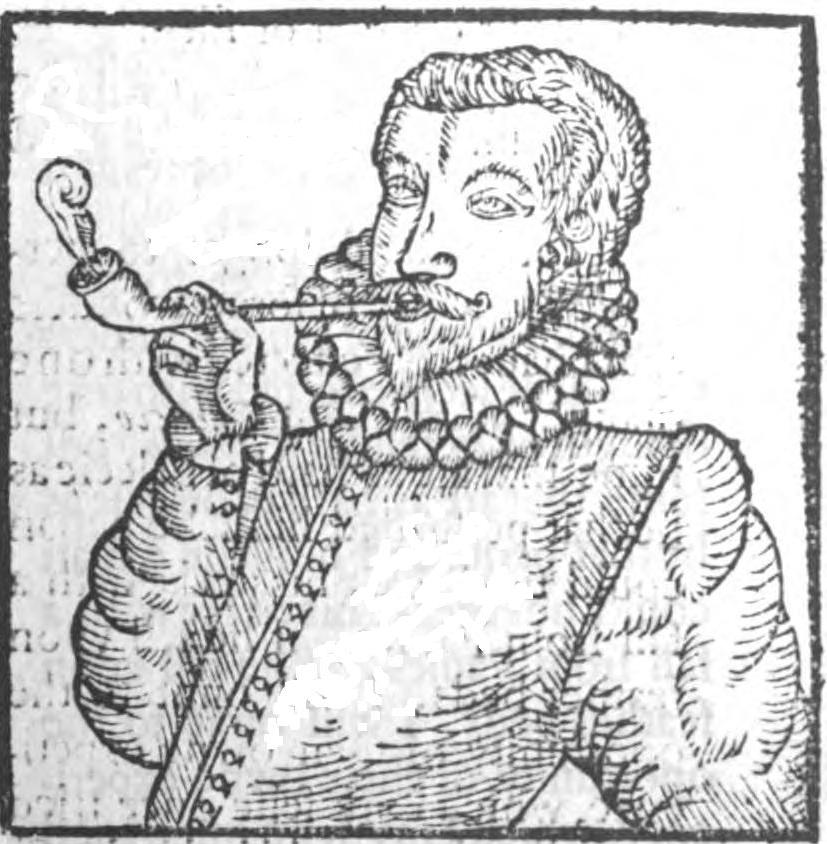
La plus ancienne représentation connue d'un Européen fumant du tabac (Tobacco, 1595, Anthony Chute).

Lorsque Christophe Colomb arrive en Amérique en 1492, il constate que les Indiens utilisent le tabac pour ses propriétés magiques et médicamenteuses. André Thevet en rapporte des graines et la culture du tabac commence en Europe. Bartolomé de las Casas commente plus tard cet usage, en précisant que ces tisons « sont des herbes sèches enveloppées dans une certaine feuille, sèche aussi, en forme de ces pétards en papier (a manera de mosquete hecho de papel) que font les garçons à la Pentecôte. Allumés par un bout, par l’autre ils le sucent ou l’aspirent ou reçoivent avec leur respiration, vers l’intérieur, cette fumée dont ils s’endorment la chair et s’enivrent presque. Ainsi, ils disent qu’ils ne sentent pas la fatigue. Ces pétards, ou n’importe comment que nous les appelions, ils les nomment « tabacs » (tabacos). J’ai connu des Espagnols dans l’île Espagnole qui s’étaient accoutumés à en prendre et qui, après que je les en ai réprimandés, leur disant que c’était un vice, me répondaient qu’il n’était pas en leur pouvoir de cesser d’en prendre. Je ne sais quelle saveur ou quel goût ils y trouvent ».
Selon des découvertes récentes, l'usage du tabac remonte à au moins 12 300 ans. Des graines de tabac ont été découvertes près du Grand Lac Salé dans l'Utah, aux États-Unis.

### Étymologie
Le substantif masculin,,, tabac est un emprunt, à l'espagnol tabaco,,, substantif masculin lui-même emprunté à l'arawak de Cuba et Haïti tsibatl, mot qui désignait soit un ensemble de feuilles, soit l'action de fumer, soit surtout le tuyau de roseau dont les Amérindiens se servaient pour aspirer la fumée.
Le mot « tabac », désignant à l'origine, pour les Européens, à la fois la plante et le cigare confectionné avec ses feuilles, vient de l'espagnol tabaco, lui-même emprunté à un mot arawak désignant une sorte de pipe, un instrument à deux tuyaux. Il est attesté sous sa forme espagnole depuis la première moitié du XVIe siècle. Les Arawaks, ensemble de peuplades amérindiennes des Antilles et d'Amazonie, possédaient donc probablement un autre mot pour désigner la plante que nous appelons tabac (digo selon l'archéologue Benoît Bérard) ; ce mot est apparu en espagnol par glissement sémantique, le contenant (pipe, instrument) finissant par désigner le contenu (feuilles séchées de la plante) puis la plante elle-même.

### Origine en Amérique
Les peuples autochtones d'Amérique cultivaient et consommaient le tabac avant l'arrivée des colons européens.

### Débuts en Europe

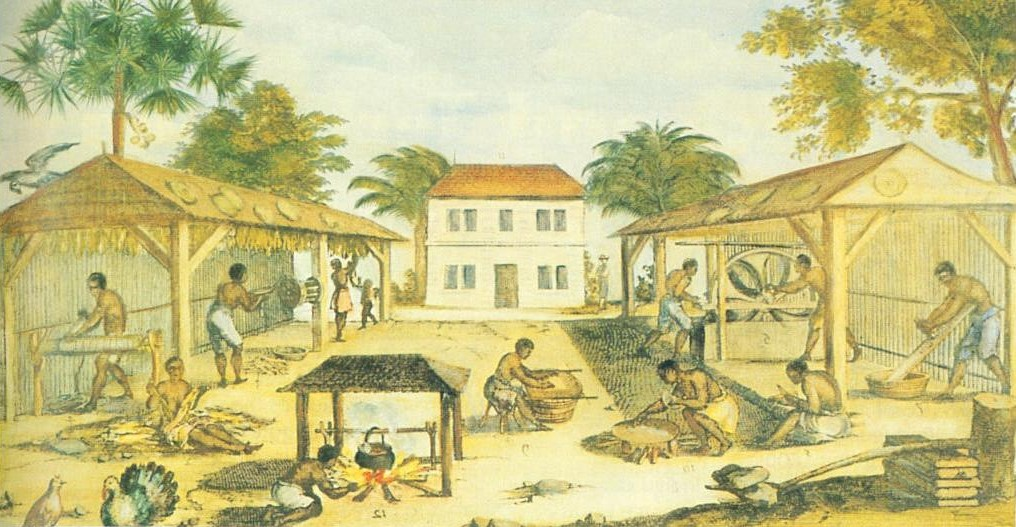
Esclaves travaillant dans un atelier de production de tabac, 1670, Virginie.

En 1492, lors de son expédition en Amérique, Christophe Colomb découvre le tabac. Les premières graines de tabac sont rapportées en Europe en 1520.
Dès 1775, les premiers soupçons de relation entre tabac et cancer sont exprimés.

### Tabagies

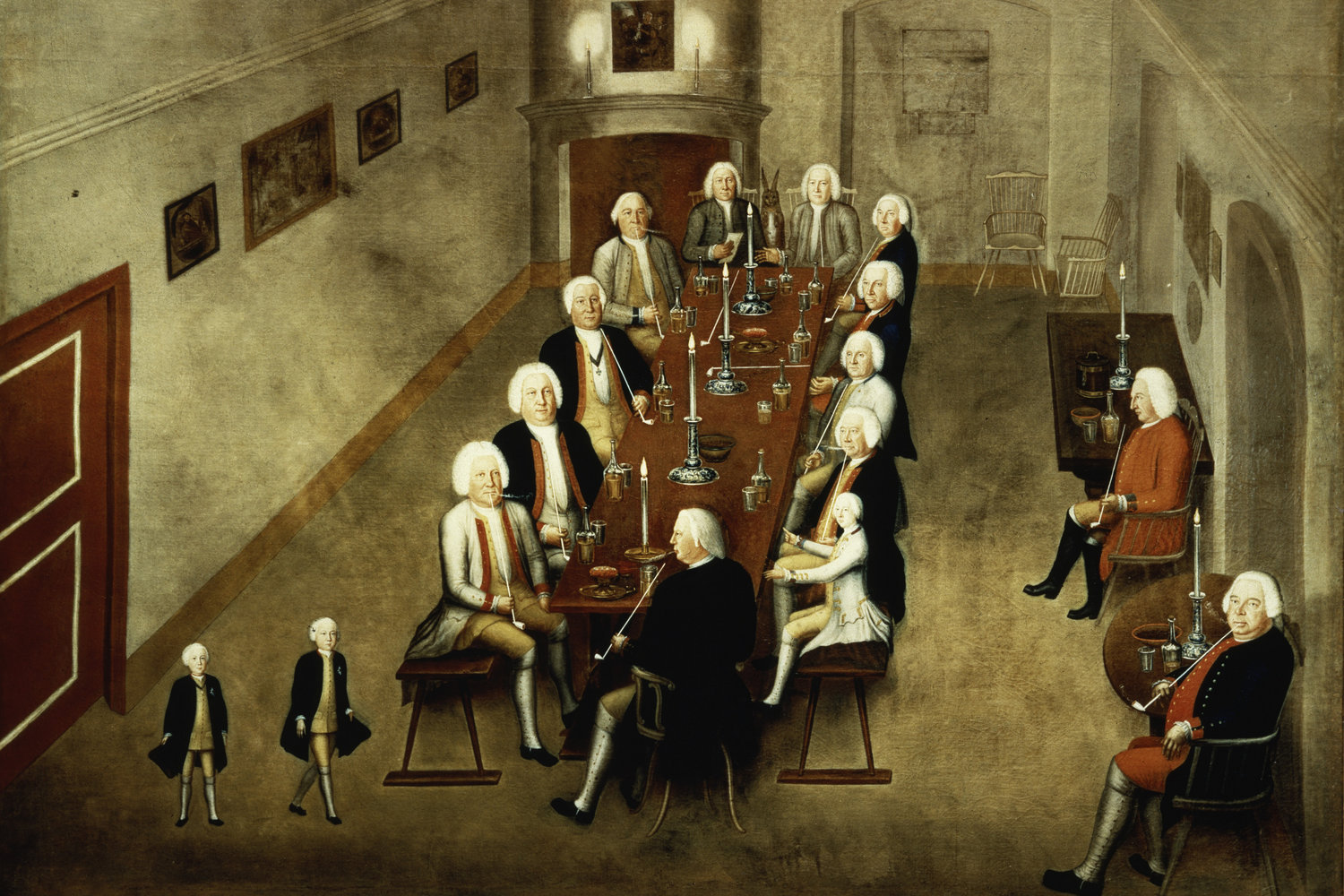
Tabagie du roi Frédéric-Guillaume.

Les tabagies (en allemand Tabakskollegium) étaient des réunions réservées aux hommes aux XVIIIe et XIXe siècles pour discuter d'affaires entre eux, en particulier après la chasse. Le roi Frédéric-Guillaume Ier y était très assidu dans son château de Wusterhausen, où il s'entourait de ses proches conseillers, en fumant de longues pipes,.

### Tabac de troupe

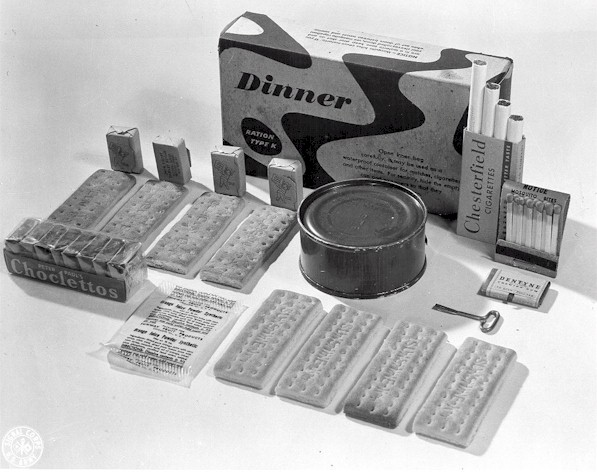
K Ration Dinner.

Dès 1917, on voit apparaître le tabac dans les rations alimentaires de l'armée française.
La Ration K, introduite par l'armée des États-Unis le 1er janvier 1943 pendant la Seconde Guerre mondiale, était une ration alimentaire quotidienne de combat individuelle contenant des cigarettes.